# Emil Fogelmarck
Fredrik Emil Teodor Fogelmarck, född 1 januari 1833 i Västervik, död 28 december 1904 i Jakob och Johannes församling, Stockholm, var en svensk matematiker. Han blev 1858 adjunkt i matematik och mekanik vid Teknologiska institutet samt 1875 professor i ren matematik där, och stannade på befattningen till sin pensionering 1899. Han efterträddes 1900 på professuren av Ivar Bendixson.
Han författade en del läroböcker i matematik.